# 나카노시마촌 (니가타현 산토군)
나카노시마촌(中野島村)은 니가타현 산토군에 설치되었던 촌이다. 현재의 나가오카시에 해당한다.